# Mesocapnia silvatica
Mesocapnia silvatica is een steenvlieg uit de familie Capniidae. De wetenschappelijke naam van de soort is voor het eerst geldig gepubliceerd in 1968 door Raušer.